# Memphis mortua
Memphis mortua är en fjärilsart som beskrevs av Otto Staudinger 1887. Memphis mortua ingår i släktet Memphis och familjen praktfjärilar. Inga underarter finns listade i Catalogue of Life.